# Zell (Lucerne)
Pour les articles homonymes, voir Zell.
Zell est une commune suisse du canton de Lucerne, située dans l'arrondissement électoral de Willisau.

Vue aérienne (1950)